# HD 59984
HD 59984 è una stella bianco-gialla nella sequenza principale di magnitudine 5,93 situata nella costellazione dell'Unicorno. Dista 91 anni luce dal sistema solare.

## Osservazione
Si tratta di una stella situata nell'emisfero celeste australe, ma molto in prossimità dell'equatore celeste; ciò comporta che possa essere osservata da tutte le regioni abitate della Terra senza alcuna difficoltà e che sia invisibile soltanto molto oltre il circolo polare artico. Nell'emisfero sud invece appare circumpolare solo nelle aree più interne del continente antartico. La sua magnitudine pari a 5,9 la pone al limite della visibilità ad occhio nudo, pertanto per essere osservata senza l'ausilio di strumenti occorre un cielo limpido e possibilmente senza Luna.
Il periodo migliore per la sua osservazione nel cielo serale ricade nei mesi compresi fra dicembre e maggio; da entrambi gli emisferi il periodo di visibilità rimane indicativamente lo stesso, grazie alla posizione della stella non lontana dall'equatore celeste.

## Caratteristiche fisiche
La stella è una bianco-gialla nella sequenza principale; possiede una magnitudine assoluta di 3,55 e la sua velocità radiale positiva indica che la stella si sta allontanando dal sistema solare.

## Sistema stellare
HD 59984 è un sistema stellare formato da due componenti, la cui componente principale è una stella di magnitudine 5,93 con una massa del 27% superiore a quella del Sole. La componente B è di magnitudine 8,8, separata da 23,4 secondi d'arco da A, e ha una massa di 0,81 M⊙. La distanza reale tra le due componenti è di 654 UA.